# Rugby Europe Championship U20 2019
El Rugby Europe U20 Championship del 2019 fue la tercera edición del torneo M20 clasificatorio al Trofeo Mundial.
El certamen se desarrolló en Coímbra, Portugal. La Federação Portuguesa de Rugby contó para su organización con el apoyo del Comité Regional del Centro, el Municipio de Coímbra y 2 clubes locales.
La selección local, conocida como os lobinhos conquistó el título por tercera vez consecutiva y clasificó al Trofeo 2019 a celebrarse en Brasil.

## Equipos participantes
- Selección juvenil de rugby de España
- Selección Nueva Aquitania
- Selección juvenil de rugby de los Países Bajos
- Selección juvenil de rugby de Portugal
- Selección juvenil de rugby de Rumania
- Selección juvenil de rugby de Rusia

## Posiciones
| Pos. | Equipo          | Encuentros | Encuentros | Encuentros | Encuentros | Tantos  | Tantos    | Tantos     | Puntos |
| Pos. | Equipo          | jugados    | ganados    | empatados  | perdidos   | a favor | en contra | diferencia | Puntos |
| ---- | --------------- | ---------- | ---------- | ---------- | ---------- | ------- | --------- | ---------- | ------ |
| 1    | Portugal        | 3          | 3          | 0          | 0          | 56      | 27        | 29         | 12     |
| 2    | España          | 3          | 2          | 0          | 1          | 106     | 37        | 69         | 11     |
| 3    | Países Bajos    | 3          | 2          | 0          | 1          | 63      | 29        | 34         | 9      |
| 4    | Nueva Aquitania | 3          | 2          | 0          | 1          | 70      | 63        | 7          | 9      |
| 5    | Rumania         | 3          | 0          | 0          | 3          | 40      | 80        | -40        | 1      |
| 6    | Rusia           | 3          | 0          | 0          | 3          | 33      | 132       | -99        | 0      |

Nota: Se otorgan 4 puntos al equipo que gane un partido, 2 al que empate y 0 al que pierda.
Bonus ofensivo: Anotar 3 o más ensayos que el rival.
Bonus defensivo: Perder por 7 puntos o menos.
|  | Campeón y clasifica a Brasil 2019 |

## Resultados

### Primera fecha
| 31 de marzo | Portugal | 27 - 10 | Nueva Aquitania |  |  |
|             |          | Reporte |                 |  |  |

| 31 de marzo | Rusia | 12 - 53 | España |  |  |
|             |       | Reporte |        |  |  |

| 31 de marzo | Rumania | 7 - 8   | Países Bajos |  |  |
|             |         | Reporte |              |  |  |

### Segunda fecha
| 3 de abril | Portugal | 22 - 12 | Países Bajos |  |  |
|            |          | Reporte |              |  |  |

| 3 de abril | Rusia | 21 - 36 | Nueva Aquitania |  |  |
|            |       | Reporte |                 |  |  |

| 3 de abril | Rumania | 18 - 48 | España |  |  |
|            |         | Reporte |        |  |  |

### Tercera fecha
| 6 de abril | Portugal | 7 - 5   | España |  |  |
|            |          | Reporte |        |  |  |

| 6 de abril | Rusia | 0 - 43  | Países Bajos |  |  |
|            |       | Reporte |              |  |  |

| 6 de abril | Rumania | 15 - 24 | Nueva Aquitania |  |  |
|            |         | Reporte |                 |  |  |

| Bandera de Portugal |
| Campeón Portugal    |
| Tercer título       |